# Wielkie Równiny
Wielkie Równiny, także Wielka Równina Prerii (ang. Great Plains) – rozległa kraina geograficzna, a zarazem krąg kulturowy na obszarze Kanady i USA, u podnóża Kordylierów. Obszar ten, zbudowany z mezozoicznych i trzeciorzędowych wapieni i piaskowców, charakteryzuje się płaskim ukształtowaniem terenu i niemal wyłącznie trawiastą roślinnością (poza lasami łęgowymi w dolinach rzecznych), tzw. prerią. Obszar ten leży w kilku strefach klimatycznych. Silny wpływ na jego klimat ma bliskość Kordylierów.

## Indianie Wielkich Równin

jasnozielony = preria z krótką trawą
zielony = preria z trawą mieszaną
ciemnozielony = preria z długą trawą

- Apacze (ang. Apache) tylko Mescalero i Jicarilla
- Sarsi (ang. Sarcee, org. Tsuu T’ina Nation)
- Assiniboinowie (ang. Assiniboin)
- Gros Ventre (Atsina)
- Kri (ang. Cree)
- Czarne Stopy (ang. Blackfeet)
- Wrony (ang. Crow)
- Lakota (Siuksowie, ang. Sioux)
- Szejeni (ang. Cheyenne)
- Arapaho (ang. Arapaho)
- Komancze (ang. Comanche)
- Kiowa (ang. Kiowa)
- Kiowa-Apacze (ang. Kiowa-Apache).

Zasiedlenie Wielkich Równin przez Indian wiąże się z pojawieniem się koni. Pierwsze hiszpańskie wierzchowce pochodziły z kradzieży bądź nielegalnego handlu, jaki Hiszpanie prowadzili z Indianami Pueblo. Ci jednak, w trosce o niewielkie trawiaste obszary, niezbędne do wypasu owiec, wymieniali konie na inne dobra z plemionami ze wschodu i północy, które – wypierane przez białych – zaczęły od końca XVII wieku zasiedlać prerie. Na przykład Szejeni byli rolnikami uprawiającymi kukurydzę, fasolę i dynie, mieszkającymi w wioskach nad brzegami rzek w dzisiejszej Minnesocie. Około roku 1700 zostali wyparci przez Lakotów i osiedli w obecnej Dakocie Południowej, gdzie nadal uprawiali ziemię, a na bizony polowali na piechotę.
Konny myśliwy mógł jednego dnia zabić tyle bizonów, że jego rodzinie starczyło mięsa i skór na wiele miesięcy. Nagle puste na ogół Wielkie Równiny zaludniło około 30 plemion. Jedni, jak np. Paunisi, używali koni głównie do transportu, na bizony polując dwa razy w roku, ale inni, jak Szejeni i Wrony, porzucili swe pola i stałe wioski, stając się wojującymi nomadami. Wódz Wron Plenty Coups tak mówił o swoim wierzchowcu:

Mój koń walczy wraz ze mną; gdy niesie mnie do bitwy musi znać moje serce, a ja muszę znać jego; w przeciwnym razie nigdy nie będziemy braćmi. Mówiono mi, że biały człowiek, który jest niemal bogiem, ale jednocześnie wielkim głupcem, nie wierzy, że koń ma duszę. To nie może być prawda. Wiele razy widziałem duszę mego konia w jego oczach.